# Osella (Rebsorte)
Osella (auch FR 498-90 r) ist eine pilzwiderstandsfähige (Piwi) Neuzüchtung von Norbert Becker am Staatlichen Weinbauinstitut Freiburg. Es handelt sich hierbei um eine rote Rebsorte, die eine hohe Resistenz gegenüber echtem und falschem Mehltau besitzt.
Das Weinbauinstitut Freiburg betreibt u. a. die Züchtung pilzwiderstandsfähiger Rebsorten (siehe auch Ökologischer Weinbau). Neben der Sorte Osella wurden am Staatlichen Weinbauinstitut Freiburg mit Cabernet Carbon, Cabernet Carol, Cabernet Cortis, Cabernet Cantor, Baron, Prior, Merzling und Monarch Rotweinsorten und mit Bronner, Helios, Solaris, Souvignier gris und Muscaris weitere Weißweinsorten als Züchtungserfolge mit im Jahr 2008 über 350 Hektar in den Markt eingeführt. Die Rebsorte Johanniter stammt ebenfalls aus Freiburg.

## Beschreibung
1990 erfolgte die Kreuzung aus den beiden Sorten: Solaris × Muscat Bleu. Die Rebsorten Galanth, Garant und Rosina entstanden ebenfalls aus Kreuzungen der gleichen Elternpaare.
Sie besitzt große, lockerbeerige Trauben mit roter bis blau-schwarzer Beerenfarbe und findet als Tafeltraube und Zierrebe Verwendung.
Synonyme: Zuchtnummer FR 498-90 r